# Diplectrona inermis
Diplectrona inermis là một loài Trichoptera trong họ Hydropsychidae. Chúng phân bố ở miền Australasia.